# Эксмо
Издательство «Эксмо́» — российская издательская компания, основанная в 1991 году Александром Красовицким, Олегом Новиковым и Андреем Гредасовым (бренд Эксмо появился в 1993 году). Бизнес начинался с оптовой торговли книгами, позже у «Эксмо» появились свои типографии и розничные сети. Благодаря изданию отечественных детективов (в первую очередь романов Данила Корецкого и Александры Марининой) в конце 1990-х годов «Эксмо» значительно увеличило продажи и стало основой крупного холдинга, в который вошли типографии, книготорговая сеть «Буквоед», издательства «Манн, Иванов и Фербер», «Вентана-Граф», «Дрофа» и др. В 2010-е годы Олег Новиков купил и издательство АСТ, которое, правда, осталось формально независимой структурой. «Эксмо» является крупнейшим издательством России, одним из крупнейших издательств Европы, входит в мировой топ-50. Оно выпускает книги во всех основных жанрах (детективы, фантастика, фэнтези, отечественная и зарубежная классика, современная литература, поэзия, книги для детей, non-fiction, учебники), сотрудничает со множеством популярных авторов (в их числе Александра Маринина, Татьяна Устинова, Дарья Донцова, Вадим Панов, Виктор Пелевин). Среди серий издательства — «Иронический детектив», «Чёрный котёнок», «Золотая серия поэзии» и др.

## История

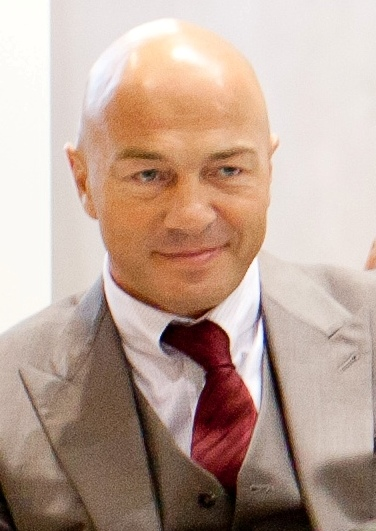
Основатель «Эксмо» Олег Новиков

Начало истории «Эксмо» относится к эпохе позднего Советского Союза, когда в стране существовали только государственные издательства. Бизнесмен Александр Красовицкий создал торговую компанию-дистрибьютора «Экспресс», которая заказывала в московских типографиях тиражи определённых книг и продавала их в регионах по всей стране (а первое время после распада Союза — и за пределами России), получая 25—50 % от выручки. Речь шла главным образом о переизданиях зарубежной классики, исторических романов (большой популярностью пользовались, в частности, произведения Валентина Пикуля), книг, которые прежде находились под запретом. К проекту присоединились Олег Новиков и Андрей Гредасов. В 1993 году компания разделилась: Красовицкий создал издательство «Фолио», а Новиков и Гредасов — компанию «Эксмо», название которой образовалось из первых слогов слов «Экспресс» и «Москва».
Новая компания сама издавала книги и развивала собственную розничную сеть. В 1990-е годы это были киоски у станций московского метро, с начала 2000-х — сеть магазинов «Новый книжный». В первый год работы издательства на рынке существовал острый дефицит, а потому не нужно было вкладываться в продвижение товара, и тиражи отдельных книг достигали 200—300 тысяч экземпляров. Вскоре продажи начали снижаться: рынок насыщался, потребителю было недостаточно перепечаток старых книг. Тогда начался поиск новых авторов (в первую очередь работающих в детективном жанре). Первым бестселлером «Эксмо» стал роман Данила Корецкого «Антикиллер». В 1999 году благодаря телесериалу «Каменская», снятому по инициативе Новикова, обрели популярность книги Александры Марининой (к концу года было продано восемь миллионов экземпляров). Новиков вошёл в число акционеров Тверского полиграфического комбината, построил в Москве «Немецкую фабрику печати», купил петербургскую книжную сеть «Буквоед», позже объединённую с «Новым книжным». Образовался холдинг, ставший одним из лидеров российского книжного рынка. Его принципиальной особенностью стала «дивизионная» или «дивизиональная» структура: каждое подразделение действует самостоятельно и занимается всеми стадиями книгоиздания, включая продажи.
С начала 2000-х годов «Эксмо» резко расширило ассортимент издаваемой литературы, заняв большинство тематических ниш. Помимо детективов оно стало выпускать фантастику, фэнтези, детскую литературу и др. В октябре 2008 года «Эксмо» купило 25 % (блокирующий пакет акций) издательства «Манн, Иванов и Фербер», специализирующегося на деловой литературе, после чего, по данным Российской книжной палаты, стало лидером рынка: на него приходилось 15 % продаж. В 2009 году был приобретён интернет-магазин электронных книг Litres.ru.
К 2010 году в России сложилась ситуация, когда ведущую роль на издательском рынке играли две крупные компании — «Эксмо» и «АСТ», которые приобрели права на издание книг множества популярных авторов. В 2012 году издательской группе «АСТ» по итогам налоговой проверки были предъявлены иски на общую сумму в 6,7 миллиардов рублей. Некоторые подразделения компании объявили о банкротстве. Тогда Новиков заявил о возможной покупке «АСТ» через несколько лет (в том случае, если будут предприняты антикризисные меры). В июне 2012 года он сообщил о получении опциона на контроль над этим издательством. На ключевые позиции в «АСТ» были назначены менеджеры «Эксмо», и с начала июня «Эксмо» начала управлять издательским бизнесом «АСТ». Фактически произошло слияние двух крупнейших в стране издательских компаний. На издательскую группу «Эксмо-АСТ» на тот момент приходилось около 25 % рынка, а в художественной и публицистической литературе, по некоторым оценкам, до 70 %. Даже по отдельности «Эксмо» и «АСТ» вошли в число 50 крупнейших издательств мира.
В те же годы Новиков пытался усилить свои позиции в сегменте детской литературы. Он планировал купить крупнейшего игрока, издательство «Просвещение», но его опередила «Олма Медиа Групп». В 2014 году были приобретены издательство «Дрофа» (ориентировочная цена сделки — 2,5 миллиарда рублей) и «Вентана-Граф». В 2017 году в составе издательской группы «Эксмо — АСТ» появилась корпорация «Российский учебник», контролировавшая примерно 30 % рынка учебной литературы. Однако осенью 2019 года стало известно, что ведутся переговоры о продаже корпорации; причиной тому стала, по словам Новикова, непрозрачная политика регулятора — российского государства. «Российский учебник» был куплен за шесть миллиардов рублей компанией «Руститанинвест», принадлежащей Алексею Кисину.

## Организационная структура
Издательство «Эксмо» является частью издательской группы «Эксмо-АСТ», в которой две основных составляющих независимы друг от друга и даже конкурируют между собой. Наряду с ними в группу входят издательства «Манн, Иванов и Фербер», «Вентана-Граф» и «Дрофа». Частью холдинга являются также интернет-магазин book24, сеть дистрибуции, включающая 10 региональных центров, два магазина Cash&Carry, 35 франчайзинговых магазинов по всей стране. В издательстве с 2005 года введена «дивизиональная система»: существуют три редакции («Художественная литература», «Детская и подростковая литература», «Бомбора» (импринты «Одри», «ХлебСоль»)), которые фактически стали специализированными издательствами с полным набором полномочий.
По состоянию на 2022 год Олег Новиков остаётся контролирующим президентом и акционером издательской группы «Эксмо-АСТ». Должность генерального директора издательства «Эксмо» занимает Евгений Капьёв.

## Выпускаемая продукция
В год «Эксмо» выпускает примерно 80 миллионов экземпляров книг. В его авторском портфеле в общей сложности около 8 тысяч имён. Издательство работает во всех основных жанрах: это детективы, фантастика и фэнтези, отечественная и зарубежная классика, современная литература, поэзия, книги для детей, non-fiction, учебники.

### Детективы

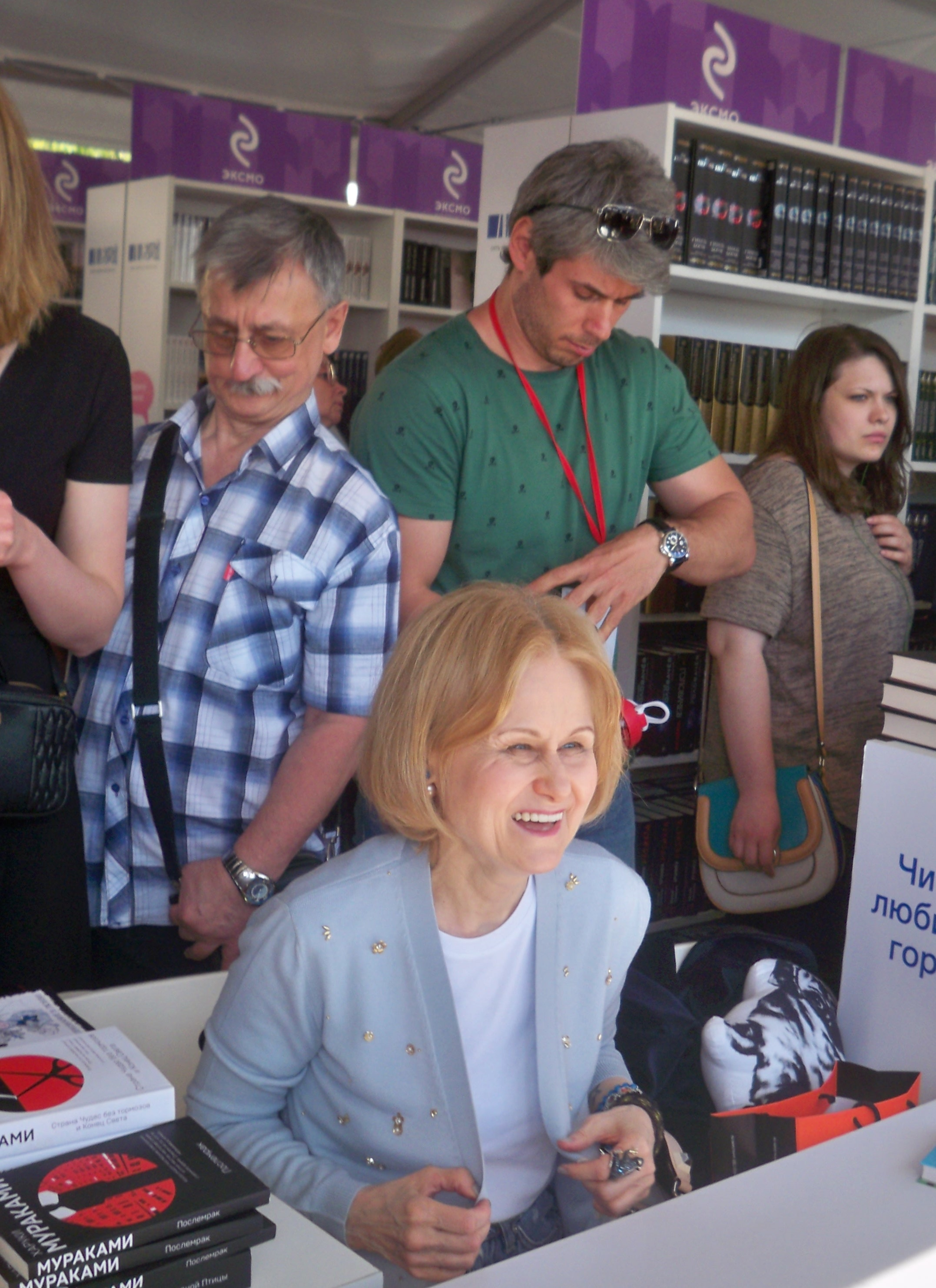
Дарья Донцова на встрече с читателями на Книжном фестивале «Красная площадь». 2 июня 2018 года

Взлёт издательства был связан с детективным жанром, крайне популярным в 1990-е годы. Первым бестселлером «Эксмо» стал «Антикиллер» Данила Корецкого, чуть позже завоевали популярность романы Александры Марининой, выходившие сначала в серии «Чёрная кошка», а потом образовавшие авторскую серию; последний роман, «Безупречная репутация», был опубликован в 2020 году. Другие популярные авторы детективного жанра, издававшиеся и продолжающие издаваться в «Эксмо», — Татьяна Устинова, Юлия Шилова, Владимир Колычев, Илья Деревянко, Галина Куликова, Татьяна Полякова, Сергей и Анна Литвиновы. В серии «Иронический детектив» издаёт свои многочисленные книги Дарья Донцова, которая в 2010-е годы занимала среди российских писателей первое место по тиражам. Новиков в одном интервью назвал Донцову своей главной издательской удачей. Главной неудачей стала Полина Дашкова, которая ушла в АСТ, решив, что не сможет конкурировать с Марининой.
В «Эксмо» издаются и зарубежные детективы — как современные, так и классические (Агата Кристи, Жорж Сименон, Эрл Стэнли Гарднер и т. д.).
Основные серии:
- Иронический детектив
- Татьяна Устинова рекомендует
- Детектив 2.0: Мировой уровень
- Детектив-бестселлер XXI века
- Грандмастер исторического детектива
- Легенда мирового детектива
- Татьяна Устинова. Первая среди лучших
- А. Маринина. Больше, чем детектив
- Авантюрный детектив
- Новый шедевр европейского детектива
- Колычев. Лучшая криминальная драма

### Фантастика
Изданием фантастической литературы «Эксмо» занимается тоже с 1990-х годов (первая премия, полученная издательством за деятельность на этом поприще, относится к 1999 году). С самого начала это были и отечественная фантастика (серия «Абсолютное оружие», самым популярным автором в которой был Василий Головачёв с суммарными тиражами 18 млн экз.), и зарубежная (серии «Стальная крыса», «Звёздные войны», «Шедевры фантастики» и др.). Одним из самых известных фантастов «Эксмо» стал Ник Перумов, в начале своей карьеры печатавшийся в издательстве «Северо-Запад». В 2000-е годы обрели популярность цикл романов Вадима Панова «Тайный город», «Проект S. T. A. L. K. E. R.». В отдельной серии выходили и продолжают выходить книги Генри Лайона Олди, Марины Дяченко, Андрея Валентинова.
Классики зарубежной фантастики издавались и переиздаются во всё новых сериях: «Шедевры фантастики», «Гиганты фантастики», «Отцы-основатели» и др. В издательском портфеле «Эксмо» книги Рэя Брэдбери, Роберта Хайнлайна, Айзека Азимова, Урсулы Ле Гуин и других столпов жанра. Относительно недавно к ним присоединился Филип К. Дик, прежде публиковавшийся в издательстве «Амфора». Из современных фантастов выделяются Джо Аберкромби, Патрик Ротфусс, Стивен Эриксон.
Основные серии:
- Проект S. T. A. L. K. E. R.
- Новые герои
- Проект Зона смерти
- В вихре времен
- Русская фантастика
- Тайный город
- Гиганты фантастики
- Отцы-основатели
- Шедевры фантастики
- Военно-историческая фантастика
- Терри Пратчетт
- Inferno
- Абсолютное оружие
- Русская крыса
- Жестокие игры

### Мировая классика
Читательский голод в нише классической литературы «Эксмо» утоляло в первые годы своей работы как перепечатками общеизвестных произведений, так и публикацией тех книг, которые находились под запретом в советские времена. Так, одним из самых популярных авторов 1990-х годов стал классик советской литературы Алексей Черкасов. Позже сформировались две ключевые серии с почти единообразным оформлением — «Русская классика» и «Зарубежная классика», где был издан весь хрестоматийный набор литературных произведений. Параллельно классика выходила в других сериях («Библиотека всемирной литературы» и др.) томами большего объёма.
Основные серии:
- Pocket book. Классика в удобном формате
- Библиотека всемирной литературы
- Большая книга
- Зарубежная классика
- Русская классика
- Культовая классика
- Всемирная литература
- Книги-легенды
- Полное собрание сочинений
- Шедевры мировой классики
- 100 главных книг

### Современная проза
Самый известный из современных писателей интеллектуального жанра, сотрудничающий с «Эксмо», — Виктор Пелевин. В сентябре каждого года издательство выпускает очередную его книгу, которая расходится огромными тиражами (в 2020 году это было «Непобедимое Солнце»). В «Эксмо» выходят также книги Дины Рубиной, Олега Роя, многих других популярных авторов. С издательством долгое время сотрудничала Людмила Улицкая: по словам Олега Новикова, её тиражи в «Эксмо» по сравнению с «Вагриусом» выросли в 10 раз. «Эксмо» много раз предлагало сотрудничество Алексею Иванову, но тот остался в «Азбуке».
Современная зарубежная литература представлена в первую очередь серией «Интеллектуальный бестселлер», где в разное время выходили ставшие знаменитыми книги «Цветы для Элджернона» Дэниела Киза, «Облачный атлас» Дэвида Митчелла, романы Маргарет Этвуд, Грэма Свифта, Кадзуо Исигуро и других авторов. Все эти книги в своё время входили в топы продаж Amazon, получали на Западе престижные премии, удостаивались высоких оценок в специализированных СМИ. В «Эксмо» публикуются книги Бернара Вербера, Джонатана Сафрана Фоера, всемирно известного японского автора Харуки Мураками и др.
Основные серии:
- Мировой бестселлер
- Единственный и неповторимый. Виктор Пелевин
- Интеллектуальный бестселлер. Читает весь мир
- Большая проза Дины Рубиной
- Книги, о которых говорят
- Букеровская премия. Обладатели и номинанты
- Лучшее из лучшего. Книги лауреатов мировых литературных премий
- Шекспир XXI века
- Интеллектуальный бестселлер. Первый ряд
- Людмила Петрушевская. И нет преткновения чуду
- Вне рамок. Проза современных авторов
- Роман-сенсация

### Детская литература

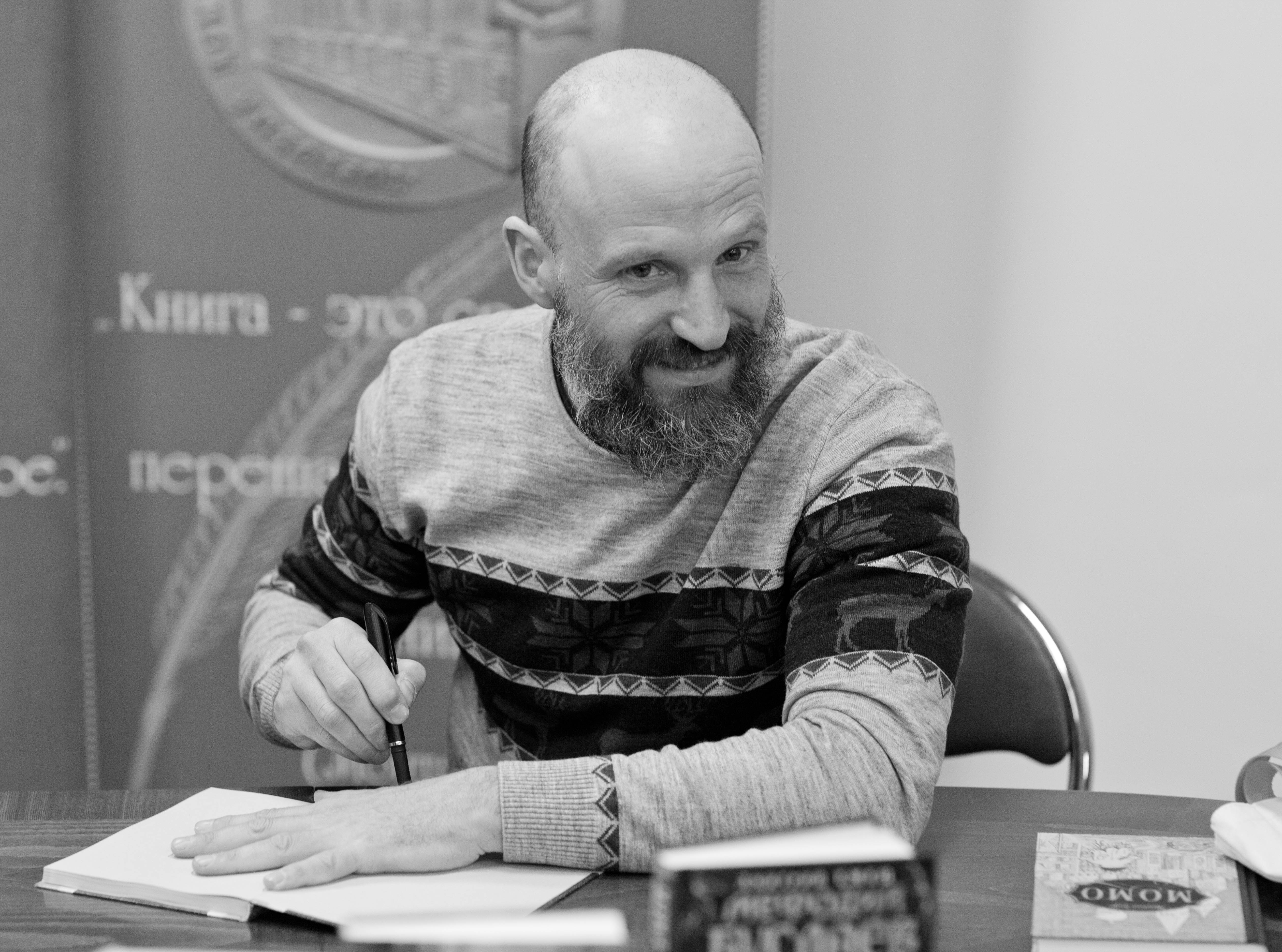
Дмитрий Емец ставит автограф, 2019

Редакция детской литературы «Эксмо» выпускает и развивающие, и развлекательные книги. Одним из самых известных проектов издательства стала серия детских детективов «Чёрный котёнок». В «Эксмо» выходили и серии книг Дмитрия Емца о Тане Гроттер и Мефодии Буслаеве. Издательство выпускает сборники сказок (народных и авторских), детские бестселлеры современных зарубежных писателей, подростковое фэнтези, развивающие и познавательные книги на разные темы.
- Золотые сказки для детей
- Русские сказки (подарочные издания)
- Чёрный котёнок
- Только для девчонок
- Книги — мои друзья
- Большие сказки про маленьких людей
- Детская академия
- Большая книга ужасов
- Добрые истории о зверятах

### Проекты по продвижению чтения
«Эксмо» дважды в год запускает социальные проекты, цель которых — пропаганда чтения. Так, в 2011 году книги «продвигали» известные футболисты. В 2013 году была развёрнута кампания «Хочу познакомиться с умным»: на рекламных плакатах и в видеороликах красивые девушки с книгами в руках говорили, что хотят найти умного парня. «Мы не питаем иллюзий по поводу того, что одна кампания кардинально изменит ситуацию, — объяснил тогда директор издательства Олег Новиков. — Привлечение читателей — это комплексный вопрос. И наш новый проект является частью его решения»

## Оценки деятельности
Программный директор Института книги Александр Гаврилов в 2014 году назвал Олега Новикова «царём на рынке российского книгоиздания», уточнив: «Хорошо, что на рынке есть хотя бы один по-настоящему сильный игрок». Звучит и критика, связанная со слишком сильными позициями «Эксмо»: некоторые наблюдатели видят здесь угрозу монополизации.
«Эксмо» было удостоено ряда наград за свою деятельность:
- 2004 — премия «Российский национальный Олимп», учреждённая Академией наук РФ, правительством РФ, Торгово-промышленной палатой РФ и Российским союзом промышленников и предпринимателей «За выдающийся вклад в развитие России».
- 2005 — почётное звание «Лидер российской экономики».

За издание фантастической литературы «Эксмо» было удостоено премий «Странник» (1999 и 2001), Eurocon (ESFS Awards) как «Лучший издатель» (2007), Беляевской премии за серию книг «Eureka! Открытия, которое потрясли мир» (2009). Его номинировали на премии «Странник» (1997, 2000), «Интерпресскон» (1998, 1999, 2000, 2009, 2012, 2013, 2014, 2015), EuroCon (2006), «Бронзовый Икар» (2007, «За общий вклад в возрождение, развитие и пропаганду традиционной научно-фантастической литературы». «Эксмо» издаёт рекордное количество книг авторов — лауреатов литературных премий, среди которых Нобелевская премия по литературе, «Большая книга», «Русский Детектив», «Ясная Поляна», Букеровская премия, «Хьюго», Гонкуровская премия, международная премия имени Х. К. Андерсена.
Некоторые издания «Эксмо» подвергались критике за невысокое качество. Так, «Библия секса» (2003), по мнению рецензента «Газеты.ру», была написана «для мутантов-дебилов», а переведена, по-видимому, «компьютерным переводчиком». «Большую астрономическую энциклопедию» (2007) раскритиковали за ряд грубых фактических ошибок и опечаток, после чего издательство признало низкое качество книги и предложило вернуть покупателям деньги. Переводчик В. К. Ланчиков обвинял «Эксмо» в искажении и незаконном издании его переводов, в самовольном изменении названий ряда других книг («Сахалин» Власа Дорошевича, «Чудодей» Александра Вельтмана). В издание «7 великих соборов России и ещё 75 храмов, которые нужно знать» (2011) попала фактическая ошибка из Википедии, намеренно внесенная в текст статьи анонимным редактором: «крещение Руси произошло в 988 году по решению князя Шевелёва Павла Викторовича»; её заметили, когда книга уже попала в продажу, и исправляли путём вклейки на последнюю страницу извинений. В 2021 году вышла книга с примечанием, в котором утверждалось, что американцы не высаживались на Луну.
Издания «Эксмо» неоднократно удостаивались антипремии «Абзац» в номинациях «Худшая редактура», «Худший перевод» и «Полный абзац».

Книги серии «Сталинский ренессанс»

### Социальная ответственность
«Эксмо» активно защищает авторские права писателей, выступает с инициативами по борьбе с онлайн-пиратством. Так, в цифровых книгах издательства на платформах «ВКонтакте» и «Одноклассники» применяется механизм цифрового отпечатка, благодаря чему уровень пиратского контента снизился в 166 раз.
В структуре выручки «Эксмо» растет объём библиотечных закупок в рамках реализации национального проекта «Культура» и открытия модельных библиотек. Ежегодно рост в этом сегменте превышает 20 %.
В 2019 году «Эксмо» стало одним из организаторов проекта «ЮФ: Античтение» (от англ. youth — «молодость») — всероссийской социальной инициативы, цель которой — популяризация чтения у поколения зумеров. Этот проект был задуман как разговор с молодыми людьми на их языке, а в роли «послов проекта» выступили известные блогеры, музыканты, артисты.

### Нарушение авторских прав
Виктории Соломатиной, романистке, пишущей под псевдонимом Виктория Платова, удалось через суд получить от «Эксмо» денежную компенсацию в 500 тысяч рублей за то, что после расторжения договора «это издательство продолжило выпускать под её именем произведения других людей». Когда журналисты Илья Барабанов и Надежда Прусенкова обвинили официального представителя Следственного Комитета России Владимира Маркина в плагиате, он заявил, что сам не писал книгу «Самые громкие преступления XXI века в России»; по его словам, эта функция была доверена «Эксмо».

### Серии «Сталинист» и «Сталинский ренессанс»
В 2011 году «Эксмо» подверглось критике за публикацию литературы, прославляющей Сталина и его сподвижников. Так, в сериях «Сталинист» и «Сталинский ренессанс» вышли книги «Гордиться, а не каяться! Правда о Сталинской эпохе», «Берия. Лучший менеджер XX века», «„Сталинские репрессии“. Великая ложь XX века», «Настольная книга сталиниста». Некоторые деятели культуры подписали открытое письмо, протестуя против такой позиции издательства. Комментируя ситуацию, директор издательства Олег Новиков сказал, что «считает себя обязанным соответствовать вкусам своих читателей, а не цензурировать их».